# Speedway Grand Prix 1995
Speedway Grand Prix 1995 var den första serien i sitt slag och den vanns av dansken Hans Nielsen.

## Delsegrare
| Datum        | Stad            | Vinnare       |
| ------------ | --------------- | ------------- |
| 20 maj       | Wrocław         | Tomasz Gollob |
| 17 juni      | Wiener Neustadt | Billy Hamill  |
| 8 juli       | Abensberg       | Tommy Knudsen |
| 12 augusti   | Linköping       | Tommy Knudsen |
| 9 september  | Vojens          | Hans Nielsen  |
| 30 september | London          | Greg Hancock  |

## Slutställning
| Plats | Förare            | Poäng |
| ----- | ----------------- | ----- |
| 1     | Hans Nielsen      | 103   |
| 2     | Tony Rickardsson  | 88    |
| 3     | Sam Ermolenko     | 83    |
| 4     | Greg Hancock      | 82    |
| 5     | Billy Hamill      | 80    |
| 6     | Mark Loram        | 77    |
| 7     | Chris Louis       | 77    |
| 8     | Henrik Gustafsson | 73    |
| 9     | Tomasz Gollob     | 73    |
| 10    | Tommy Knudsen     | 67    |